# Maximilien Van Haaster
Maximilien Van Haaster (Montréal, 19 giugno 1992) è uno schermidore canadese, specializzato nel fioretto. Ha rappresentato il Canada ai Giochi olimpici di Rio de Janeiro 2016.

## Palmarès
- Campionati panamericani

Cartagena 2013: bronzo nel fioretto individuale.
L'Havana 2018: argento nel fioretto individuale.